# Afromorgus gemmatus
Afromorgus gemmatus är en skalbaggsart som beskrevs av Olivier 1789. Afromorgus gemmatus ingår i släktet Afromorgus och familjen knotbaggar. Inga underarter finns listade i Catalogue of Life.